# ليونيل غرينستريت
كان ليونيل غرينستريت (بالإنجليزية: Lionel Greenstreet)‏ (1889-1979) أول ضابط في سفينة إنديورانس وعضوًا في البعثة الإمبراطورية العابرة للقارة القطبية الجنوبية في الفترة من 1914 إلى 1917، والتي حصل عنها على الميدالية القطبية. عندما توفي في 13 يناير 1979، كان آخر ناجٍ من فريق بحر ودل ضمن البعثة.